# Gos d'aigua frisó
El gos d'aigua frisó o Wetterhoun (FCI No. 221) és una raça de gos de caça de petits mamífers i aus aquàtiques originària d'Països Baixos. El nom prové de l'idioma frisó Wetterhûn, que significa gos d'aigua.
El gos d'aigua frisó té una grandària mitjana, entre 55 i 59 cm, pesant entre 25 i 35 kg. El seu mantell és gruixut i arrissat excepte a les orelles, al cap i a les cames, on és més suau i el seu tacte és greixós, la qual cosa li permet repel·lir l'aigua. El color del mantell pot ser negre sòlid o marró o blanc amb negre, o marró amb negre amb marques blanques o sense. La textura no hauria de ser llanosa, ja que no resistiria l'aigua. Les orelles estan a una altura baixa i pengen planes del cap i la cua cau arrissada sobre el llom. La raça té una expressió una mica ombrívola a causa de la forma dels seus ulls, el que marca la diferència amb altres races.